# Morton Feldman
Morton Feldman (12 de enero de 1926 - 3 de septiembre de 1987) fue un compositor estadounidense, conocido por algunas de sus singulares piezas instrumentales, compuestas por sonidos aislados de muy larga duración y para inusuales agrupaciones de instrumentos (por ejemplo, varios pianos).

## Biografía
Morton Feldman nació en la ciudad de Nueva York, el 12 de enero de 1926. Estudió piano con Madame Maurina-Press (alumna de Ferruccio Busoni) y más tarde, composición con Wallingford Riegger y Stefan Wolpe, al que dedicó posteriormente una de sus más destacadas obras. A pesar del aprecio que sentía hacia sus profesores, discrepaba acerca de sus teorías sobre el arte musical, y solía discutir con ellos durante largas horas. Fue un compositor muy de su tiempo, que sin embargo cultivó un estilo personal y diferente con respecto a la mayoría de los compositores de su entorno.
En 1950, y durante la audición de una sinfonía de Anton Webern a cargo de la filarmónica de Nueva York, conoció a John Cage, una de sus máximas influencias a lo largo de su vida. Los dos llegaron a ser buenos amigos, y a raíz de este encuentro, Morton Feldman comenzó a escribir piezas que se alejaban de las formas musicales clásicas y modernas (como las técnicas seriales, tan en boga por aquellos años). Experimentó con sistemas alternativos de notación musical, como sus “piezas gráficas indeterminadas”, donde solo especificaba los timbres y el registro, dejando el ritmo y las notas a elección del intérprete. En esta época, también trató de aplicar elementos de la teoría de probabilidades a sus composiciones, inspirándose principalmente en obras como Music of Changes, del citado John Cage. A mediados de los años 50, y por necesidades de precisión en su música, vuelve a la notación tradicional.
Siempre a través de Cage, Feldman conoce a algunas de las más importantes personalidades de la escena artística neoyorkina, en la que por aquellos años destacaban Jackson Pollock, Philip Guston, Frank O’Hara y Samuel Beckett. Especialmente, se sintió fascinado por el primero y sus colegas; sus pinturas, enmarcadas dentro del expresionismo abstracto, se convirtieron en una nueva gran inspiración para él. Señalaba:

"La nueva pintura me hizo desear un mundo sonoro, más directo, más inmediato, más físico que todo lo que existía anteriormente. Para mi, mi partitura es mi tela, mi espacio. Lo que intento es sensibilizar esta zona, este espacio-tiempo."

A partir de ese momento, intentará extrapolar las pinturas de estos artistas a sus composiciones, tal y como queda reflejado en su siguiente comentario:

Me interesa la dimensión global de Rothko, que anula el concepto de las relaciones entre proporciones. No es la forma lo que permite a la pintura de emerger; el descubrimiento de Rothko ha sido el de definir una dimensión global que sostiene los elementos en equilibrio... Soy el único que compone de esta manera, como Rothko: en el fondo se trata solamente de mantener esta tensión, o este estado, a la vez helado y en vibración.

Durante la década de los 70, y casi siempre con esta idea en mente, escribió un buen número de piezas, entre las que destacan Rothko Chapel (1971), pieza escrita para ser interpretada en la capilla diseñada por Rothko, Frank O’Hara (1973), y la ópera Neither (1977), que dedicó a Samuel Beckett.
En su última etapa, Feldman comenzó a producir sus propios trabajos. Quizás sea su periodo más denso y oscuro, donde su música alcanza cotas místicas de irrealidad, con largas composiciones que frecuentemente superaban la hora y media de duración, llegando incluso a las cinco horas en String Quartet II (1983). Es esta una de las obras más memorables del compositor, a pesar de que su primera interpretación completa no pudo escucharse hasta 15 años después. For Philip Guston (1984) y Violin and String Quartet (1985), de 4 y 2 horas respectivamente, fueron otras de sus obras destacadas de esta época. En todas estas piezas, Feldman llevó hasta el extremo las influencias de sus colegas expresionistas abstractos, interpolando temporalmente las grandes superficies de Pollock y Rothko a sus composiciones, lo que explica su larga duración. Ausencia de clímax, disonancia, serenidad y notas prolongadas hasta el infinito son algunos de los atributos comunes que caracterizan a estas piezas, las más recordadas del compositor.
Morton Feldman muere en 1987 en Buffalo (Nueva York) poco tiempo después de su matrimonio con la compositora Barbara Monk.

## Su música
Morton Feldman comenzó a componer en los años cuarenta, aunque sus trabajos juveniles (muy marcados por la influencia de Aleksandr Skriabin) son muy diferentes a las obras que más tarde compondría, y que lo definirían como una de las grandes figuras de la música dado su lenguaje completamente personal, completamente diferente al de sus contemporáneos.
Fue luego de su encuentro con John Cage cuando Feldman empezó a escribir una música totalmente desligada de las técnicas clásicas e incluso de aquellas en boga en aquellos años (en un modo particular el estructuralismo), utilizando sistemas de notación musical no convencionales (normalmente basados en "redes" u otros elementos gráficos), delegando en el intérprete la elección de determinados parámetros (a veces Feldman determinaba en la partitura solo el timbre y el registro, dejando libre elección de alturas al intérprete, otras veces especificaba solo el número de notas que debían sonar en determinados momentos, sin especificar cuáles).
En aquella época, marcada por su interés en la Alea, Feldman aplicó también elementos derivados del cálculo de probabilidad a sus composiciones, inspirándose sobre todo en muchos trabajos de Cage como "Music of Changes" (donde las notas a efectuar se conocen a través de la consulta del I-Ching).
Desde mediados de los años cincuenta, y definitivamente desde 1967, por necesidad de una mayor precisión en el control de su música, y para evitar que su particular escritura se interpretase como una invitación a la improvisación, volvió a la notación musical tradicional. Por su recurrente uso de repeticiones ha sido considerado uno de los precursores del minimalismo.
Encontró una gran fuente de inspiración en el trabajo de pintores relacionados con el expresionismo abstracto, de hecho en los años setenta compuso numerosos trabajos (con una duración de en torno a los 20 minutos) bajo estas precisas influencias (entre las cuales Rothko Chapel del 1971, obra escrita para el edificio homónimo que hospeda las obras de Mark Rothko, y For Frank O'Hara del 1973).
En 1977 compuso su única opera, Neither, trabajando con un texto de  Samuel Beckett.
A partir de final de los años setenta empezó a producir trabajos de una duración extensa (rara vez inferiores a media hora, y normalmente mucho más largos), generalmente formados por un único movimiento, donde la concepción de la duración se dilata hasta querer incluso eliminar la percepción del tiempo; estos trabajos incluyen Violin and String quartet (1985, dos horas aproximadamente), For Philip Guston (1984, cuatro horas aproximadamente), hasta el extremo String quartet II del 1983, cuya duración supera las cinco horas (sin pausas). La primera interpretación íntegra de la obra fue en el año 1999 en la Cooper Union de New York por el Flux Quartet, quienes hicieron también una grabación de la obra en 2003 (con una duración total de 6 horas y 7 minutos). Como es típico en producción tardía, este trabajo no presenta ningún cambio de humor, manteniéndose así siempre en dinámicas muy reducidas (piano o pianissimo); Feldman declaró en sus últimos años que son los sonidos de baja intensidad aquellos que realmente le interesaban (quiet sounds).
La mayor parte de sus obras han sido editadas por Peters (New York/Lipsia) y Universal (Vienna).

## Obras

### Piezas para instrumento solista
- Ilusions per pianoforte (1948)
- Projection 1 per violoncello (1950)
- Two Intermissions per pianoforte (1950)
- Piano Piece 1952 (1952)
- Variations per pianoforte (1951)
- Intersection 4 per violoncello (1953)
- Piano Piece 1956 B per pianoforte (1956)
- Last Pieces per pianoforte (1956)
- Piano Piece (to Philip Guston) per pianoforte (1963)
- Vertical Thoughts 4 per pianoforte (1964)
- Piano per pianoforte (1967)
- Principal Sound per órgano (1980)
- Triadic Memories per pianoforte (1981)
- For Aaron Copland per violino (1981)
- For Bunita Marcus per pianoforte (1985)
- A Very Short Trumpet Piece per tromba (1986)
- Palais de Mari per pianoforte (1986)

### Música de cámara
- Piece for Violin and Piano per violino e pianoforte (1950)
- Projection 2 per flauto, tromba, pianoforte e violino (1951
- Projection 3 per due pianoforti (1951)
- Projection 4 per violino e pianoforte (1951)
- Projection 5 per tre flauti, tromba, due pianoforti e tre violoncelli (1951)
- Structures per quartetto d'archi (1951)
- Extensions 1 per violino e pianoforte (1951)
- Extensions 4 per tre pianoforti (1953)
- Extensions 5 per due violoncelli (1953)
- Eleven Instruments per gruppo da camera (1953)
- Three Pieces for String Quartet per quartetto d'archi (1956)
- Piece for 4 Pianos per quattro pianoforti (1957)
- Two Pianos per due pianoforti (1957)
- Ixion per gruppo da camera (1958)
- Atlantis per gruppo da camera (1959)
- Durations 1 per quattro strumenti (flauto, pianoforte, violino e violoncello) (1960)
- Durations 2 per violoncello e pianoforte (1960)
- Durations 3 per tuba, violino e pianoforte (1961)
- Durations 4 per vibráfono, violino e violoncello (1961)
- Durations 5 per sei strumenti (1961)
- De Kooning per corno, percussioni, violino, violoncello e pianoforte (1963)
- Vertical Thoughts 1 per due pianoforti (1963)
- Vertical Thoughts 2 per violino e pianoforte (1963)
- Four Instruments per percussioni, violino, violoncello e pianoforte (1965)
- Two Pieces for Three Pianos per tre pianoforti (1966)
- First Principles per gruppo da camera (1967)
- Between Categories per due pianoforti, due percussionisti, due violini e  due violoncelli (1969)
- Madame Press Died Last Week at Ninety per gruppo da camera (1970)
- The Viola in My Life 1 per viola e cinque strumenti (1970)
- The Viola in My Life 2 per viola e sei strumenti (1970)
- The Viola in My Life 3 per viola e pianoforte (1970)
- Five Pianos per cinque pianoforti (1972)
- For Frank O'Hara per sei strumenti (1973)
- Four Instruments per pianoforte, violino, viola e violoncello (1975)
- Why Patterns? per flauto, pianoforte e percussioni (1978)
- String Quartet per quartetto d'archi (1979)
- Bass Clarinet and Percussion per clarinetto basso e percussioni (1981)
- For John Cage per violino e pianoforte (1982)
- String Quartet II per quartetto d'archi (1983)
- For Philip Guston per flauto, pianoforte e percussioni (1984)
- Violin and String Quartet per violino e quartetto d'archi (1985)
- Piano and String Quartet per pianoforte e quartetto d'archi (1985)
- For Christian Wolff per flauto e pianoforte (1986)
- For Samuel Beckett per gruppo da camera (1987)
- Piano, Violin, Viola, Cello per pianoforte, violino, viola e violoncello (1987)

### Música orquestal (con o sin solista)
- Intersection 1 (1951)
- Marginal Intersection (1951)
- Out of "Last Pieces" (1961)
- Structures for Orchestra (1962)
- In Search of an Orchestration (1967)
- On Time and the Instrumental Factor (1969)
- The Viola in My Life 4 per viola e orchestra (1971 al Teatro La Fenice di Venezia)
- Cello and Orchestra per violoncello e orchestra (1972)
- String Quartet and Orchestra per quartetto d'archi e orchestra (1973)
- Piano and Orchestra per pianoforte e orchestra (1975)
- Oboe and Orchestra per oboe e orchestra (1976)
- Orchestra (1976)
- Flute and Orchestra per flauto e orchestra (1976)
- Violin and Orchestra per violino e orchestra (1979)
- The Turfan Fragments (1980)
- Coptic Light (1985)

### Música vocal
- Only per voce (1947)
- Journey to the End of the Night per soprano e quattro strumenti a fiato (1948)
- Four Songs to e. e. cummings per soprano, pianoforte e violoncello (1951)
- The Swallows of Salangan per coro e gruppo da camera (1960)
- Intervals per basso-baritono, trombone, percussioni, vibráfono e violoncello (1961)
- For Franz Kline per soprano, corno, percussioni, pianoforte, violino e violoncello (1962)
- The O'Hara Songs per basso-baritono, percussioni, pianoforte, violino, viola e violoncello (1962)
- Christian Wolff in Cambridge per coro a cappella 1963)
- Vertical Thoughts 3 per soprano e gruppo da camera (1963)
- Vertical Thoughts 5 per soprano, tuba, percussioni, celesta e violino (1963)
- Chorus and Instruments per coro e gruppo da camera (1963)
- Chorus and Instruments II per coro, tuba e percussioni (1967)
- Rothko Chapel per soprano, contralto, coro, viola, percussioni e celesta (1971)
- Chorus and Orchestra 1 per coro e orchestra (1971)
- Pianos and Voices per cinque soprani e cinque pianoforti (1972)
- Chorus and Orchestra 2 per coro e orchestra (1972)
- Voice and Instruments per soprano e orchestra (1972)
- Voices and Cello per due voci femminili e violoncello (1973)
- Voice and Instruments 2 per voce femminile, clarinetto, violoncello e contrabbasso (1974)
- Voice, Violin and Piano per voce femminile, violino e pianoforte (1976)
- Elemental Procedures per soprano, coro e orchestra (1976)
- Three Voices per soprano e nastro magnético (oppure tre soprani) (1982)
- For Stefan Wolpe per coro e due vibrafoni (1986)

### Obras teatrales
- Neither, opera in un atto, testo di Samuel Beckett (1975)